# Joseph Bruyère
Joseph Bruyère (Maastricht, Països Baixos, 5 d'octubre de 1948) és un ciclista belga, ja retirat, que fou professional entre 1970 i 1980. En el seu palmarès destaquen dues edicions de la Lieja-Bastogne-Lieja, el 1976 i 1978, una etapa del Tour de França de 1972, cursa on vestí el mallot groc de líder durant dotze etapes i finalitzà en la quarta posició final el 1978, i una etapa al Giro d'Itàlia de 1976.

## Palmarès
- 1968
  - Vencedor d'una etapa a la Volta a la província de Namur
- 1969
  - 1r a la Fletxa ardenesa
- 1971
  - 1r al Tour Flandes Oriental
- 1972
  - Vencedor d'una etapa al Tour de França
- 1974
  - 1r a l'Omloop Het Volk
  - Vencedor d'una etapa a la París-Niça
- 1975
  - 1r al Tour del Mediterrani
  - 1r a l'Omloop Het Volk
  - Vencedor d'una etapa de la Setmana Catalana
- 1976
  - 1r a la Lieja-Bastogne-Lieja
  - 1r a la Druivenkoers Overijse
  - Vencedor d'una etapa al Giro d'Itàlia
  - Vencedor d'una etapa al Tour de Romandia
- 1977
  - Vencedor d'una etapa de la Setmana Catalana
- 1978
  - 1r a la Lieja-Bastogne-Lieja
- 1980
  - 1r a l'Omloop Het Volk

### Resultats al Tour de França
- 1970. 50è de la classificació general
- 1971. 60è de la classificació general
- 1972. 26è de la classificació general. Vencedor d'una etapa
- 1974. 21è de la classificació general.  Porta el mallot groc durant 4 etapes
- 1977. Abandona (22a etapa)
- 1978. 4t de la classificació general.  Porta el mallot groc durant 8 etapes

### Resultats al Giro d'Itàlia
- 1972. 53è de la classificació general
- 1973. 21è de la classificació general
- 1974. 52è de la classificació general
- 1976. 26è de la classificació general. Vencedor d'una etapa

### Resultats a la Volta a Espanya
- 1973. 30è de la classificació general